# Polystichum kenwoodii
Polystichum kenwoodii är en träjonväxtart som beskrevs av David H. Lorence och W.L.Wagner. Polystichum kenwoodii ingår i släktet Polystichum och familjen Dryopteridaceae. Inga underarter finns listade.